# Terazidere (métro d'Istanbul)
Pour les articles homonymes, voir Terazidere.
Terazidere est une station de la branche M1A de la ligne M1 du métro d'Istanbul, en Turquie. Située en bordure extérieure du quartier de Terazidere, et dans celui de Namık Kemal du district d'Esenler, à Istanbul en Turquie.
Mise en service en 1994, c'est une station de passage de la branche M1A, en direction de l'aéroport Atatürk.

## Histoire
La station Terazidere est mise en service le 31 janvier 1994, lors de l'ouverture à l'exploitation de la première section de la branche M1A de la ligne M1, d'Otogar à Zeytinburnu.